# Всеукраїнське музейне містечко
Всеукраїнське музейне містечко (офіційна назва — Всеукраїнський музейний городок) — державний історико-культурний заповідник, створений 29 вересня 1926 року ВУЦВК і РНК УСРР на базі Києво-Печерської Лаври. Після Другої світової війни реорганізований у Києво-Печерський історико-культурний заповідник.
В 1920-х роках завідувачем реставраційної майстерні був Микола Касперович. Посаду уповноваженого у справах вилучення мистецьких цінностей обіймав скульптор і мистецтвознавець Василь Іщенко.

## Структура[1]

### Музеї
1. Лаврський музей культів та побуту з відділами:
  - шиття і тканини;
  - металу і каменя;
  - письма та друку;
  - станкового малярства;
  - історії Лаври;
  - порівняльної історії релігій;
  - нумізматики.
2. Музей староукраїнської будівельної техніки.
3. Музей української старовини.
4. Український театральний музей УАН.

### Архіви
1. Архівні фонди Старої Лаври.
2. Архівні фонди Центрального архівного управління й архіви культові й військові.
3. Архівні фонди округового Архівного управління.

### Бібліотеки
1. Старо-Лаврська бібліотека 17-19 століть.
2. Бібліотека митрополита Флавіана.

### Допоміжні заклади
1. Реставраційна майстерня.
2. Картотека та фототека музею.
3. Друкарня УАН-ДВУ.
4. Низка майстерень.
5. Будинок екскурсанта та екскурсбаза Київської окрполітосвіти.